# António Ginestal Machado
António Ginestal Machado (Almeida, 3 mei 1874 - Santarém, 28 juni 1940) was een Portugees secundair leraar, politicus en eerste ministers gedurende de Eerste Portugese Republiek.

## Levensloop

### Studies en beroepsloopbaan
Na zijn studies aan de hogeschool van Guarda begon hij in 1892 aan een opleiding aan de Marineschool en aan een studie in de literatuur. Na de afloop van zijn studies werd hij in 1897 actief als leraar in het secundair onderwijs, maar nam al snel ontslag om in de militaire dienst te treden. Hij combineerde dit met een studie rechtswetenschappen aan de Universiteit van Coimbra.
Nadat hij de marine in 1898 verliet, werd hij secundair leraar Geschiedenis en Aardrijkskunde aan de hogeschool van Angra do Heroísmo op het Azoreneiland Terceira. In 1904 werd hij vervolgens leerkracht Geschiedenis en Aardrijkskunde aan het Nationale Gymnasium van Santarém.

### Politieke loopbaan
Zijn politieke loopbaan begon in 1909 toen hij verkozen werd tot voorzitter van de gemeenteraad van Santarém. Tijdens de rellen voor de oprichting van de Eerste Portugese Republiek op 6 oktober 1910 was hij in 1910 commandeur van de Revolutionaire Beweging van Santarém. In 1911 werd hij benoemd tot regeringscommissaris voor de Spoorwegenmaatschappij (Companhia dos Caminhos de Ferro Portugueses).
In de loop van zijn politieke loopbaan, waarin hij overwegend gematigd republikeins was, was hij eerst lid van de in februari 1912 door Brito Camacho opgerichte Partido Unionista, die in oktober 1919 met de Partido Republicano Evolucionista fuseerde tot de Partido Liberal Republicana. In 1914 werd hij lid van het partijbestuur van de Partido Unionista, wat hij later ook was bij de Partido Nacional Republicano.
In 1919 werd hij verkozen in de Assembleia da República, waar hij tot in mei 1926 zou zetelen. Op 23 mei 1921 werd hij door premier Tomé de Barros Queirós benoemd tot minister van Openbaar Onderwijs. Hij bleef dit tot en met 19 oktober 1921, ook nadat António Joaquim Granjo op 30 augustus 1921 de nieuwe premier van Portugal was geworden.
Op 15 november 1923 volgde hij António Maria da Silva op als eerste minister. Hij leidde een minderheidsregering en bleef uiteindelijk premier tot en met 14 december 1923. Tegelijkertijd was hij minister van Binnenlandse Zaken. De sterke man in zijn regering was minister van Oorlog António Óscar Carmona, die later vele jaren president van Portugal zou worden.
Na de revolutie van 28 mei 1926 verliet hij na de ontbinding van het parlement en het verbod van de Partido Nacional Republicano de politiek. Tot in 1931 bleef hij actief als leerkracht aan het Nationaal Gymnasium van Santarém.
Op 2 april 1987 werd om hem te eren het gymnasium van Santarém hernoemd in de "Escola Secundária Dr. Ginestal Machado".
- Biblioteca Nacional de España: XX4973591
- Bibliothèque nationale de France: cb162721147 (data)
- International Standard Name Identifier: 0000 0001 1462 8366
- Library of Congress Control Number: n2011008776
- Virtual International Authority File: 99146361
- WorldCat: E39PBJwMHhmq8Yrxqy8WdbCWjC